# Od
od — утилита в Unix-системах для вывода дампа файла в восьмеричном формате. С разными параметрами, с помощью od можно увидеть содержимое файла в шестнадцатеричном, восьмеричном, десятичном и пр. (можно даже одновременно во всех форматах) виде с любого места любой длиной.
В общем виде формат запуска утилиты можно представить так:
```
od
 
[
-
 
опции
]
 
[
-A
 
в
 
каком
 
формате
 
будет
 
колонка
 
позиций
 
]
 
[
-j
 
начать
 
с
 
какого
 
байта
 
]
 
[
-N
 
длина
 
]
 
[
-t
 
формат
 
вывода
 
]
 
[
файл
]

```

Параметры в скобках не обязательны.

## Использование
Дамп типичной программы занимает многие сотни строк, команда head выведет первые несколько строк. Ниже пример листинга программы «Hello, world!», переданный конвейером программе head. Первая колонка указывает адрес начала строки (или смещение).
```
 
%
 
od
 
hello
 
|
 
head

 
00000020
 
042577
 
043114
 
000401
 
000001
 
000000
 
000000
 
000000
 
000000

 
0000020
 
000002
 
000003
 
000001
 
000000
 
101400
 
004004
 
000064
 
000000

 
0000040
 
003610
 
000000
 
000000
 
000000
 
0000264
 
0200040
 
000006
 
000050

 
0000060
 
000033
 
000030
 
000006
 
000000
 
000064
 
000000
 
100064
 
004004

 
0000100
 
1000642
 
004004
 
000300
 
000000
 
000300
 
000000
 
000005
 
000000

 
0000120
 
000004
 
000000
 
000003
 
000000
 
000364
 
000000
 
100364
 
004004

 
0000140
 
100364
 
004004
 
000023
 
000000
 
000023
 
0000002
 
000004
 
000000

 
0000160
 
000001
 
000000
 
0020001
 
000000
 
000000
 
000000
 
100000
 
004004

 
0000200
 
100000
 
004004
 
002121
 
000000
 
002121
 
000000
 
000005
 
000000

 
0000220
 
010000
 
000000
 
000001
 
000000
 
002124
 
000000
 
112124
 
004004

```

В другом примере od используется для изучения вывод команды echo? в которой пользователь нажал кнопки Ctrl+V+Ctrl+I и Ctrl+V+Ctrl+C после слов «Hello», закодировав нажатие кнопок Tab ↹ и ^C:
```
 
%
 
echo
 
"Hello    ^C"
 
|
 
od
 
-cb

 
0000000
   
H
   
e
   
l
   
l
   
o
  
\t
 
003
  
\n

         
110
 
145
 
154
 
154
 
157
 
011
 
003
 
012

 
0000010

```